# Veigy-Foncenex
Veigy-Foncenex este o comună în departamentul Haute-Savoie din sud-estul Franței. În 2009 avea o populație de 3.430 de locuitori.

## Evoluția populației
| An        | 1975  | 1982  | 1990  | 1999  | 2006  | 2009  |
| --------- | ----- | ----- | ----- | ----- | ----- | ----- |
| Populație | 1.396 | 1.935 | 2.405 | 2.502 | 3.009 | 3.430 |